# Derrick Todd Lee
Derrick Todd Lee (St. Francisville, 5 november 1968 - Zachary, 21 januari 2016) was een veroordeeld seriemoordenaar, met de bijnaam Baton Rouge Serial Killer.

## Moorden
Lee werd door middel van het bestuderen van DNA gekoppeld aan de dood van zeven vrouwen in de omgeving van Baton Rouge en Lafayette in Louisiana. Hij werd in 2004 veroordeeld voor de moord op Geralyn DeSoto en Charlotte Murray Pace. Kranten suggereerden dat Lee gekoppeld kon worden aan enkele andere onopgeloste moorden in het gebied, maar door een gebrek aan bewijs kon de politie deze verbindingen niet bevestigen. Na Lee's arrestatie werd ontdekt dat een andere seriemoordenaar, Sean Vincent Gillis, in diezelfde periode ook actief was in dit gebied.
Lee's methoden verschilden bij elke moord. Overeenkomsten tussen de misdaden waren onder andere diefstal van mobiele telefoons en andere bezittingen van het slachtoffer en een gebrek aan enige zichtbare sporen van inbraak op de locatie waar het slachtoffer werd aangevallen. Het merendeel van de moorden werden gepleegd in de omgeving van Louisiana State University. Van twee slachtoffers werden de lijken ontdekt bij de Whiskey Bay boat launch, ongeveer 50 kilometer ten westen van Baton Rouge, vlak bij de Interstate 10.

### Geralyn Barr DeSoto
ReliaGene Technologies Inc. koppelde Lee aan de moord op Geralyn Barr DeSoto in januari van het jaar 2002. ReliaGene analyseerde DNA-bewijs onder de vingernagels van DeSoto en zei dat de resultaten van de testen Lee direct in verband brachten met de moord op de 21-jarige vrouw uit Addis, Louisiana.
Zodra Lee werd geïdentificeerd als de belangrijkste verdachte van deze misdaden, spoorde de politie hem op en sloeg hem uiteindelijk in Atlanta, Georgia in de boeien. Lee werd teruggebracht naar Baton Rouge, waar hij in augustus 2004 veroordeeld werd voor de moord op Geralyn DeSoto. DeSoto werd dood aangetroffen in haar huis in Addis, ze was meerdere keren gestoken met een scherp voorwerp.
DeSoto was in eerste instantie de belangrijkste verdachte in de moord, maar naarmate het onderzoek vorderde, werd dat, onder andere door middel van DNA-materiaal, ontkracht. Hoewel Lee in aanmerking kwam voor een straf naar aanleiding van een eerstegraads moord, probeerde het Openbaar Ministerie om Lee te bestraffen voor een tweedegraads moord, maar omdat DeSoto niet seksueel was misbruikt, was dit uiteindelijk niet haalbaar. Lee werd veroordeeld tot levenslange gevangenisstraf zonder mogelijkheid voor vervroegde vrijlating.

### Charlotte Murray Pace
Er was ophef over het feit dat Derrick Lee misschien niet in de juiste toestand verkeerde om terecht te staan. Tijdens psychiatrische evaluaties scoorde hij een gemiddelde van 65 op diverse IQ-testen waar een score lager dan 69 wordt beschouwd als de drempel voor wat kan worden beschouwd als geestelijk gehandicapt. Lee werd echter geschikt geacht om terecht te staan. Lee werd veroordeeld op 14 oktober 2004, voor de verkrachting van en moord op student Charlotte Murray Pace op 31 mei 2002. Hij werd ter dood veroordeeld door middel van een dodelijke injectie. In 2016 overleed hij aan een hartziekte.